# Коробкова, Евгения Сергеевна
Евгения Сергеевна Коробкова (род. 2 июля 1985, Карталы, Челябинская область) — российский литературный критик, поэт, журналист, переводчик, блогер.

## Биография
Родилась в семье эмигрантов из Испании. Правнучка генерала Коробкова Фёдора Григорьевича. По другой семейной линии приходится родственницей поэтессе и автору песен Инне Кашежевой.
Школу окончила с золотой медалью.
Окончила архитектурно-строительный факультет Южно-Уральского государственного университета (в 2007 году, с красным дипломом), факультет журналистики Челябинского государственного университета (в 2009 году, с красным дипломом), Литературный институт им. А. М. Горького (факультет поэзии, семинар И. И. Ростовцевой).
В 2009 году поступила в аспирантуру ЧелГУ.
Кандидатская диссертация — о творчестве поэтессы Ксении Александровны Некрасовой (1912—1958).
В Челябинске занималась в литературном клубе «Студенческий Парнас» Южно-Уральского государственного университета (рук. Лилия Кулешова) и в литературной студии Челябинской государственной академии культуры и искусств «Взлетная полоса» (рук. Нина Ягодинцева).
Работала преподавателем геодезии в университете, инженером в Министерстве строительства Челябинской области, вахтером Камерного драматического театра, в газетах «Челябинский рабочий», «Вечерняя Москва». Ныне литературный обозреватель газеты «Известия», обозреватель отдела культуры газеты «Комсомольская правда», мастер «Литературных мастерских Creative Writing School».
Как литературный критик выступала со статьями в журналах «Арион», «День и ночь», «Русский репортёр», «Знамя», «Октябрь», «Москва», обсуждая произведения Веры Павловой, Наталии Азаровой, Марии Галиной и других авторов. Ряд публикаций Коробковой посвящён творческому наследию Ксении Некрасовой.
В 2012 г. главный редактор литературного альманаха «Тонкий журнал» (Москва).
Публиковала собственные стихи (в том числе в «Антологии современной уральской поэзии»), переводы английской поэзии (Уильям Блейк, прерафаэлиты). Также переводчик поэзии с польского. Произведения Коробковой переводились на грузинский, армянский, английский и польский языки.
Автор и ведущая ряда передач на телевидении.
Многократный участник Форума молодых писателей. Член Союза писателей Москвы (2013). С 2010 г. живёт в Москве. С 2002 по 2010 г. жила в Челябинске.
Финалист премии Артёма Боровика за журналистское расследование (2008).
Как критик и журналист удостоена премий Международного литературного Волошинского фестиваля (2011, 2015); в то же время Дмитрий Кузьмин резко отозвался о непрофессионализме и предвзятости Коробковой как критика в связи с ее статьей в журнале "Знамя".
Лауреат поэтической премии имени Риммы Казаковой «Начало» (2016); инициатором выдвижения Коробковой на премию стала Ирина Ермакова.

## Отзывы
По мнению челябинского поэта Дмитрия Харитонова, «её тексты, очень разнородные на первый взгляд, объединяются общим пространством, <…> которое позволяет расставлять важные вехи и знаки. Поэтесса всегда вводит в текст конкретные указания на топос или локус, <…> тяготеет к созданию колоритных зарисовок с натуры, проникнутых глубиной и философичностью».